# Prochloridea
Prochloridea là một chi bướm đêm thuộc họ Noctuidae.

## Former species
- Prochloridea modesta is now Rhizagrotis modesta (Barnes & McDunnough, 1911)